# Pseudomicrargus
Genre
Pseudomicrargus est un genre d'araignées aranéomorphes de la famille des Linyphiidae.

## Distribution
Les espèces de ce genre sont endémiques du Japon.

## Liste des espèces
Selon World Spider Catalog (version 16.5, 21/11/2015) :
- Pseudomicrargus acuitegulatus (Oi, 1960)
- Pseudomicrargus asakawaensis (Oi, 1964)
- Pseudomicrargus latitegulatus (Oi, 1960)

## Publication originale
- Eskov, 1992 : A restudy of the generic composition of the linyphiid spider fauna of the Far East (Araneida: Linyphiidae). Entomologica Scandinavica, vol. 23, no 2, p. 153-168.